# Uccio Magliona
Uccio Magliona (Sassari, 1946) è un pilota automobilistico italiano, è stato uno dei più popolari piloti italiani, partecipanti alle gare di velocità in salita, ossia le cronoscalate.
Pilota molto veloce, ma poco dotato economicamente, è noto per essersi fatto strada nell'ambito delle competizioni, grazie a notevoli sacrifici e tramite la propria attività imprenditoriale, ossia un'impresa di costruzioni edili.
Estremamente coriaceo e combattivo, è caratterizzato da una notevole forza di volontà e umiltà, e da doti tecniche fuori dal comune.
Magliona infatti, è stato protagonista nelle gare italiane di velocità in salita degli anni settanta e ottanta.
Di norma guidava prototipi Osella Corse, motorizzati BMW, e in più di un'occasione si è messo in luce, sfidando il "Re delle montagne" Mauro Nesti, ritenuto il migliore di sempre in questa categoria.
Oltre ad aver battuto o aver messo in difficoltà Nesti, Uccio Magliona ha avuto modo di confrontarsi con un altro mostro sacro, quale Ezio Baribbi, evidenziando risultati simili, il tutto con mezzi non sempre alla pari e sostentamento economico inferiore.
È ritenuto uno dei migliori piloti sardi della storia, assieme a Sergio Farris e Franco Locci.
Ancora oggi partecipa, seppur senza costanza ad alcune competizioni, ma soprattutto a lui si deve il circuito di Mores, primo ed unico vero e proprio autodromo sardo, a cui lavora a tempo pieno, e di cui è direttore.
Uccio Magliona è anche il padre di Omar Magliona, che ha raccolto il testimone del genitore, ottenendo risultati brillanti nella stessa disciplina e gareggiando anche nel Campionato europeo della montagna.